# Jorge Urias
Jorge Alberto Urias Gaxiola (ur. 23 kwietnia 1991 w Los Mochis) – meksykański piłkarz występujący na pozycji ofensywnego pomocnika.

## Kariera klubowa
Urias jest wychowankiem akademii juniorskiej zespołu Club América ze stołecznego miasta Meksyk. Do seniorskiej drużyny został włączony w wieku dwudziestu jeden lat przez szkoleniowca Miguela Herrerę i w Liga MX zadebiutował 2 września 2012 w zremisowanym 1:1 spotkaniu z Tolucą. W wiosennym sezonie Clausura 2013 wywalczył z Américą tytuł mistrza kraju, lecz pozostawał wyłącznie głębokim rezerwowym swojej ekipy i rozegrał w niej zaledwie jeden mecz. Nie potrafiąc wywalczyć sobie miejsca w pierwszym składzie, w połowie 2013 roku odszedł na wypożyczenie do drugoligowego CD Zacatepec.
| Sezon     | Klub                 | Kraj   | Rozgrywki        | Mecze | Bramki |
| --------- | -------------------- | ------ | ---------------- | ----- | ------ |
| 2012/2013 | Club América         | Meksyk | Liga MX          | 3     | 0      |
| 2013/2014 | CD Zacatepec         | Meksyk | Ascenso MX       | 12    | 1      |
| 2014/2015 | Cimarrones de Sonora | Meksyk | Segunda División | 5     | 0      |
| 2015/2016 | Cimarrones de Sonora | Meksyk | Ascenso MX       | 0     | 0      |
| 2016/2017 | Alacranes de Durango | Meksyk | Segunda División | 29    | 1      |